# Thiên hoàng Momozono
Thiên hoàng Momozono (桃園 ( (Đào Viên)) 14 tháng 4 năm 1741 - 31 tháng 8 năm 1762) là Thiên hoàng thứ 116 của Nhật Bản theo danh sách kế thừa truyền thống.
Triều Momozono kéo dài từ năm 1747 cho đến khi ông qua đời vào năm 1762.

## Phả hệ
Tên thật của ông (imina) là Hà Nhân (遐仁); và danh hiệu trước khi lên ngôi là Yaho-no-miya Bát Tuệ Cung-(八穂宮) và sau là Sachi-no-miya Trà Địa Cung (茶地宮).
Ông là con trai trưởng của Thiên hoàng Sakuramachi. Mẹ ông là công nương Sadako (定子), tức Thái hậu Kaimei, 開明 門 院). Thuở nhỏ ông sống cùng hoàng tộc tại cung điện Heian.
Tháng 4/1747, ông được cha phong làm Thái tử.

## Lên ngôi Thiên hoàng
Ngày 09 tháng 6 năm 1747, Thiên hoàng Sakuramachi thoái vị và nhường ngôi cho con trai lớn là thân vương Toohito (遐仁) lên ngôi, hiệu là Thiên hoàng Momozono.
Năm 1748, Thiên hoàng tổ chức buổi trình diễn rối nước khắc hoạ lại sự kiện Bốn mươi bảy Ronin năm 1702.
Năm 1748 và 1752, Vương quốc Ryukyu cử sứ giả sang quan hệ ngoại giao với Mạc phủ.
Tháng 10/1749, cơn bão khủng khiếp ở thủ đô Kyoto tàn phá nhiều nhà cửa và người, toà thành Nijo bị cháy sau khi sét đánh.
Năm 1758, các quý tộc (kuge) nổi dậy chống lại chính sách thống trị của Mạc phủ, đòi trao trả quyền hành cho Thiên hoàng. Từ điển Thần đạo (Shinto) ghi: các quý tộc là kampaku Konoe Uchisaki (1728-1785), Yoshida Kaneo (1705-87) và nhiều quý tộc khác. Đứng đầu nhóm này là Takenouchi Shikibu, người học trò đi theo Yamazaki Ansai để học Suika Shintô (Thùy gia thần đạo, thuyết kết hợp Thần đạo với Nho học, xem trọng uy quyền thiên hoàng). Shikibu cùng với Yamagata Daini trở về Kyoto, cùng các đồng sự của mình cố gắng vận động các quan lại ở triều đình dùng quyền lực của mình để gây áp lực với Shogun, buộc ông ta (tức Shogun Tokugawa Ieshige) phải trao trả ủy quyền cho Thiên hoàng. Cuộc vận động của Shikibu bị quân Mạc phủ phát hiện và đàn áp, nhiều người bị bắt và bị đi đầy.
Vào năm 1762, Thiên hoàng đột ngột qua đời vào ngày 31 tháng 8, hưởng dương 21 tuổi. Chị gái cả của Thiên hoàng là Nội thân vương Toshiko lên ngôi Thiên hoàng, tức Thiên hoàng Go-Sakuramachi.

### Kugyō
- Quan bạch: Konoe Uchisaki.
- Tả đại thần
- Hữu đại thần
- Nội đại thần
- Đại nạp ngôn

### Niên hiệu
- Enkyō (1744-1748)
- Kan'en (1748-1751)
- Hōreki (1751-1764)

## Gia đình
- Hoàng hậu Ichijo Tomiko (一条 富 子). Bà sinh ra:
  - Con trai đầu: Hoàng tử Hidehito (英仁親) (Thiên hoàng Go-Momozono)
  - Con trai thứ hai: Hoàng tử Fushimi-no-miya Sadamochi (伏見宮貞行親王)